# Karl Gottlob Dietmann

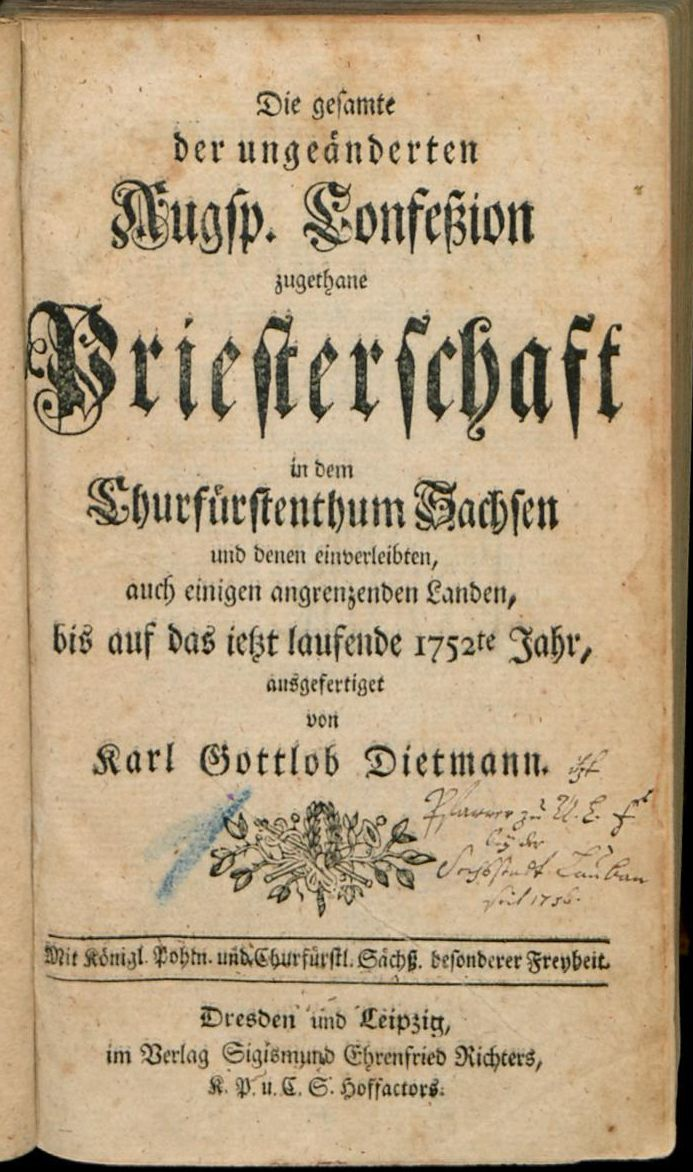
Titelblatt des ersten Bandes der Priesterschaft

Karl Gottlob Dietmann (* 5. Februar 1721 in Grunau; † 4. Dezember 1804 in Lauban) war ein evangelisch-lutherischer Pfarrer und Autor zahlreicher Publikationen theologischen, geographischen und historischen Inhalts.

## Leben
Er war Sohn des Lehrers und Organisten Johann Christian Dietmann und dessen Ehefrau Rosina geborene Freyer. Nach Unterricht bei Vater und Großvater, darunter auch Latein sowie Vokal- und Instrumentalmusik besuchte er bis 1735 die Schule in Hohenmölsen und erhielt hier auch Griechisch-, Gesangs- und Klavierunterricht. Von 1735 bis 1741 war er auf der Stiftsschule Zeitz. Von 1741 an folgte ein zweijähriger Besuch des Gymnasiums Augusteum in Weißenfels. Dort lernte er auch Französisch und betätigte sich als Bratschenspieler in der Hofkapelle von Weißenfels. Von Ostern 1743 an studierte Dietmann an der Universität Leipzig Theologie. 1745 ging er wieder nach Weißenfels und wurde Kandidat des Predigeramts. Zum Broterwerb war er als Hauslehrer von adeligen und bürgerlichen Schülern in Sprachen, Religion und „Wissenschaften“ tätig. Bis 1750 befand er sich „im Candidatenstande“ in der Hoffnung auf Beförderung.
Anfang 1750 ging Dietmann nach Dresden und meldete sich beim Oberhofkonsistorium zum theologischen Examen an. Im Mai 1750 konnte er die Prüfung abschließen. Es folgten in Dresden vier Jahre einer Tätigkeit bei dem Hofactor und Verleger Sigismund Ehrenfried Richter in dessen Verlag „privilegiertes Adreßcomptoir“.  In der Zeit von 1750 bis 1755 oblag ihm die Direktion der Dresdner politischen und gelehrten Frag-Anzeigen. Er war auch ordentliches Mitglied der Predigergesellschaft an der Kirche zur Dreifaltigkeit in Dresdens Neustadt. Zum Geldverdienen erteilte er Klavierunterricht. Nach einer Reise nach Lauban im Jahr 1754 bewarb er sich im Folgejahr um eine Pastorenstelle, die er 1756 im benachbarten Alt-Berthelsdorf antreten konnte. Später wurde er „Pastor-Pestilentiarius und Prediger“ an der Kirche zu Unserer Lieben Frauen in Lauban.  1756 erreichte ihn die Berufung in die herzoglich-deutsche Gesellschaft in Jena als außerordentliches Mitglied. Im gleichen Jahr heiratete er Julia Sophia Schill. Die Zeitschrift Der Denker, die in Lauban in den Jahren 1754 bis 1755 mit dem Zusatz Sittliche Wochenschrift erschien, entstand auf seine Initiative hin. 1762 wurde er ordentliches Mitglied der deutschen Gesellschaft zu Halle.
Als Wahlspruch wählte Dietmann nach seinen Namensinitialen „Christi Gratia Ditat!“ Er redigierte von 1768 bis 1791 das Lausitzische Magazin, in dem insbesondere Artikel zur Geschichte der Lausitz erschienen. Es wird in einem Artikel über Historiker der Lausitz als Dietmann’s Magazin bezeichnet. Er muss während seiner Herausgeberschaft geschickt Texte über „gelehrte Forschungen“ mit Nachrichten über Personen verbunden haben, um das Periodikum verkäuflich zu gestalten. Von 1779 an war er einige Jahre Mitglied der in jenem Jahr gegründeten Oberlausitzischen Gesellschaft zur Beförderung der Natur- und Geschichtskunde. Christian Adolf Pescheck bezeichnete Dietmann 1858 im Neuen Lausitzischen Magazin als einen „Hauptbeförderer unserer Provinzialgeschichte“. Gottlieb Friedrich Otto nennt ihn 1806 „einen großen Litterator, der bey einem sehr glücklichen Gedächtnisse eine ausgebreitete Belesenheit besitzet“. Die Sächsische Biografie zählt Dietmann zu den bedeutendsten Verfassern biografischer, kirchenhistorischer sowie geografischer Sammelwerke in der zweiten Hälfte des 18. Jahrhunderts. Sein fünfbändiges Werk Die gesamte der ungeänderten Augsp. Confeßion zugethane Priesterschaft in dem Churfürstenthum Sachsen erschien im Dresdner Verlag Richter, bei dem er in seiner Dresdner Zeit tätig war. Derselbe Verlag gab von 1750 bis 1770 Dietmanns Neue Europäische Staats- und Reisegeographie in 16 Bänden, nach anderen Angaben in 15 Bänden, heraus. Die letzten drei Bände schrieb Dietmann zusammen mit Johann Christoph Adelung.

## Werke (Auszug)
Schon 1763 wird über ihn berichtet, er sei Verfasser von über 100 Aufsätzen, um 600 Rezensionen und Gelegenheitsschriften insbesondere theologischer Art gewesen. Neben Arbeiten wie Einige Nachrichten von dem Heringe und dessen Fange (1751) und Historische Nachrichten von den Einwohnern des schwedischen Lapplands und von den jetzigen Anstaltungen zu deren Bekehrung (1751), Erzählung und auszügliche Nachrichten von einigen seltenen Schriften des vorigen Jahrhunderts, die Kipper und Wipper, und das Landverderbliche Münzwesen betreffend (1760), deren Titel eher die Frucht eifrigen Lesens anzeigen, sind diese Werke von größerem Belang:
- Historische Nachricht von den Bistümern, Nebenstiften und Klöstern im Marggrafthum Meissen (1752),
- Historisch-geographische Nachricht von den ehemaligen Klöstern, Herren- und Frauenbreitungen in den hennebergschen Landen, 1754
- Die gesamte der ungeänderten Augspurgischen Confeßion zugethane Priesterschaft in dem Churfürstenthum Sachsen und denen einverleibten, auch einigen angrenzenden Landen, bis auf das ietzt laufende 1752te Jahr
  - (Erster Band, So die Priesterschaft unter E. H. Consistorio zu Dresden in sich begreift): im Verlag Sigismund Ehrenfried Richter, Dresden und Leipzig 1752, 1522 S. Digitalisat in der Universitätsbibliothek Halle
  - I. Theil, Zweyter Band (So die Priesterschaft unter E. H. Consistorio zu Leipzig in sich begreifet): im Verlag Sigismund Ehrenfried Richter, Dresden und Leipzig 1753, 1234 S. Digitalisat in der Universitätsbibliothek Halle
  - I. Theil, Dritter Band: im Verlag Sigismund Ehrenfried Richter, Dresden und Leipzig 1755, 1489 S. Digitalisat in der Universitätsbibliothek Halle
  - Vierter Band (welcher E. H. Consistorium der Churstadt Wittenberg und dessen unterhabende Superintenduren; imgleichen die Stiftsconsistorien Merseburg, Zeitz-Naumburg und Wurzen, wie auch die Henneberg-Mansfeld-Stollberg- und Glauchauischen Consistorien begreifet): im Verlag Sigismund Ehrenfried Richter, Dresden und Leipzig 1755 Digitalisat in der Universitätsbibliothek Halle
  - Fünfter Band (welcher Die H. Stifts-Consistoria der Stifter Naumburg – Zeitz und Wurzen; imgleichen die Henneberg-Manßfeld-Stollberg- und Glauchauischen Consistorien, begreifet): im Verlag Sigismund Ehrenfried Richters Wittwe, Dresden und Leipzig 1763, 844 S. Digitalisat in der Universitätsbibliothek Halle
  - Die gesamte der ungeänderten Augsb. Confeßion zugethane Priesterschaft in dem Marggrafthum Oberlausitz. Verlag Johann Christoph Wirthgens, Lauban und Leipzig, 1776  (Digitalisat bei Google Book)
  - Kurzgefaßte Kirchen- und Schulgeschichte der gefürsteten Grafschaft Henneberg, Kurfürstlich-Sächsischen Antheils, bey Karl Wilhelm Ettinger, Gotha 1781, 220 S. Digitalisat in der Bayerischen Staatsbibliothek München
  - Kirchen- und Schulen-Geschichte der Hochreichsgräfl. Schönburgschen Länder in Meißen: als eine Fortsetzung seiner in sieben Bänden beschriebenen Chursächsischen Priesterschaft, verlegts Christian Friedrich Gutsch, Breslau, Brieg und Leipzig 1787 Digitalisat in der Bayerischen Staatsbibliothek München
- Zion im Feyerkleide. d. i. Geschichtliche Nachrichten von dem andern Religionsfriedens-Jubelfeste der evangelischlutherischen Kirche, im Jahr Christi 1755.: welche eine ausführliche Erzählung und Benennung aller größern und kleinern Schriften, so wegen und auf diese merkwürdige Friedensfeyer herausgekommen, sammt einem getreuen Auszuge aus solchen ... in sich halten ; Nebst einer Vorrede Von der Ehre der evangelischlutherischen Kirche, verlegt von Nicolaus Schill, Leipzig und Lauban 1756, 317 S. Digitalisat in der Universitätsbibliothek Halle

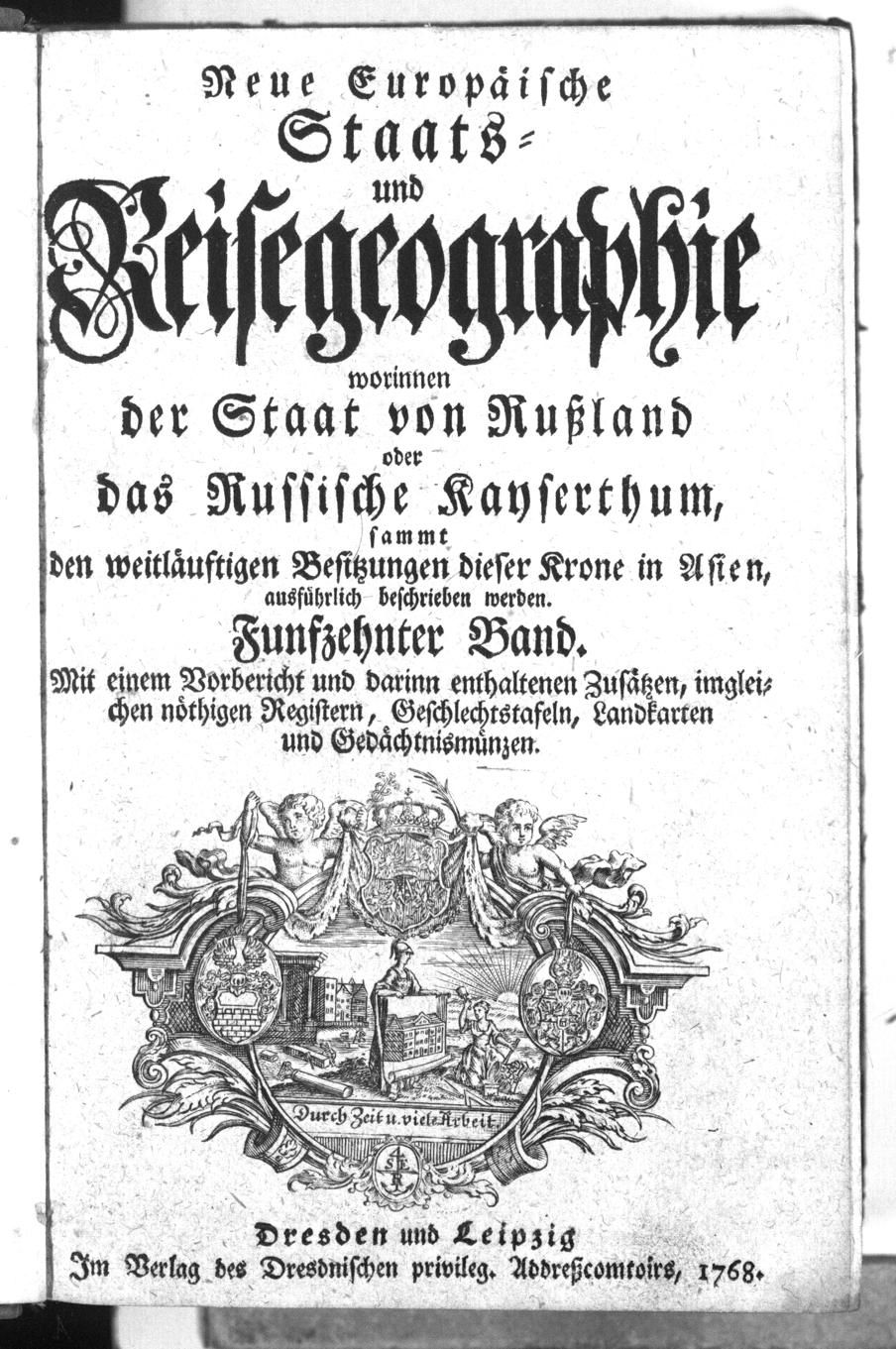
Titelblatt von Band 15 der Europäischen Staats- und Reisegeographie

- Neue Europäische Staats- und Reisegeographie worinnen alles, was zur geographischen, physikalischen, politischen, historischen und topographischen Kenntniss eines jeden Staats gehöret, ausführlich vorgestellet wird, 16 Bände, Verlag Sigismund Ehrenfried Richter und S. E. Richters Witwe, Dresdner Addresscomtoir,  Dresden und Leipzig 1752–1770
 Über die Aufteilung auf verschiedene Mitautoren berichtet Stosch für die Bände 1 bis 10.[1]
  - Erster Band. Von Böhmen, Mähren, Schlesien, Glatz, Ober und Niederlausitz
  - Zweiter Band: worinnen eine Einleitung zur allgemeinen Kenntniß Deutschlandes und die Beschreibung derer sämtlichen Lande des österreichischen Kreises enthalten..., 1752
  - Dritter Band: in Beschreibung des sämtlichen Lande der Bayrischen und Schwäbischen Kreise und mit einer Voerrede begleitet
  - Vierter Band: 1755
  - Fünfter Band: 1755
  - usw.
  - Neue europäische Staats- und Reisegeographie worinnen der Staat von Rußland oder das Russische Kayserthum sammt den weitläufigen Besitzungen dieser Krone in Asien, ausführlich beschrieben wird. Fünfzehnter Band. Mit einem Vorbericht und darinn enthaltenen Zusätzen, imgleichen nöthigen Registern, Geschlechtstafeln, Landkarten und Gedächtnismünzen. Im Verlag des privilegirten Addreßcomptoirs, Dresden und Leipzig 1768 Digitalisat in der ULB Münster
  - Neue Europäische Staats- und Reisegeographie / Band 16 / Worinnen I. Das Königreich und die Republik Polen sammt dem Herzogthum Curland; II. Das Königreich Ungarn mit den dahin gehörigen Landschaften; III. Der Staat und die Republik Ragusa; und IV. Der Staat des Türkischen Reichs in Europa, ausführlich beschrieben werden, Dresden und Leipzig 1770, im Katalog der Staatsbibliothek Berlin